# Transardinia
Transardinia − długodystansowy szlak rowerowy dedykowany kolarstwu górskiemu, wyznakowany na Sardynii we Włoszech. Jest najdłuższym europejskim szlakiem rowerowym typu off-road.

## Charakterystyka
Szlak został wyznakowany przez interior wyspy, po jej wschodniej stronie, z pominięciem większych miejscowości turystycznych. Ma długość 449 km (450,8 km) i prowadzi głównie drogami gruntowymi (80% tras nieutwardzonych), singletrackami i dawnymi ścieżkami dla mułów. Na trasie jest łącznie ponad 13.000 m podjazdu. Trasę można pokonywać samodzielnie lub z lokalnymi operatorami.
Szlak poprowadzono przez skaliste tereny regionu Gallura, płaskowyż Buddusò z lasami dębowymi, wapienne formacje Supramonte, góry Gennargentu, wzgórza Ogliastro oraz głęboko wciętą doliną Flumendosy do Cagliari i otaczających je plaż.
Trasa jest oceniana jako trudna i nadaje się również do wędrówek pieszych.

## Odcinki
Szlak podzielono na siedem sugerowanych odcinków:
| Odcinek | Trasa             | Kilometraż | Czas jazdy h | Podjazd m | Zjazd m | Asfalt km |
| ------- | ----------------- | ---------- | ------------ | --------- | ------- | --------- |
| 1.      | Olbia - Mamone    | 88         | 9,5          | 2100      | 1230    | 22        |
| 2.      | Mamone - Oliena   | 81,5       | 9            | 1710      | 2330    | 24        |
| 3.      | Oliena - Orgosolo | 53         | 10           | 1950      | 1280    | 10        |
| 4.      | Orgosolo - Desulo | 55         | 8,5          | 1850      | 1820    | 10        |
| 5.      | Desulo - Seui     | 66         | 9,5          | 2200      | 2270    | 26        |
| 6.      | Seui - Ballao     | 66         | 10           | 1880      | 2540    | 7         |
| 7.      | Ballao - Cagliari | 84         | 8            | 1600      | 1820    | 12        |